# وراء الفردوس
وراء الفردوس رواية للروائية والصحفية المصرية منصورة عز الدين. صدرت الرواية لأوّل مرة عام 2009 عن دار العين للنشر في مصر. ودخلت في القائمة النهائية «القصيرة» للجائزة العالمية للرواية العربية لعام 2010، المعروفة باسم «جائزة بوكر العربية».

## حول الرواية
تتناول رواية الكاتبة المصرية منصورة عزّ الدين الطبقة البورجوازية في الريف، وذلك من خلال شخصية سلمى التي تعمل محرّرة في جريدة أدبية وتحاول أن تتخلّص من ماض طويل محمّل بذكريات أليمة وصور سلبية عن الذات، مما شجعها على كتابة رواية خاصّة بها، تسرد فيها تاريخ العائلة، تاريخ الحب، تاريخ الجسد، تاريخ الحراك الطبقي داخل القرية، تاريخ الجنون، تاريخ الكتابة: وكأن الذات قد انشطرت قسمين، قسمًا يراقب ويسرد والآخر ينقب بهستيريا عن مكنونه لتخرج الرواية.